# Internationaal Seminarie
Het Internationaal Seminarie, of in het Esperanto Internacia Seminario (IS), was een Esperanto-bijeenkomst in Duitsland die elk jaar zo'n 300 jongeren uit heel Europa samenbracht.
Er werd steeds gewerkt rond een centraal thema. Daarnaast werden er uitstappen georganiseerd naar bezienswaardigheden in de regio.
Het Internacia Seminario is opgevolgd door Junulara Esperanto-Semajno.

## Informatie
- Organisatie: Duitse Esperantojongeren
- Lengte: een week
- Periode: rond nieuwjaar, bijna altijd van 27 december tot 3 januari

## Het IS door de jaren heen
- 52e IS 2008/09 Biedenkopf, thema: Rampen (laatste Internacia Seminario)
- 51e IS 2007/08 Würzburg, thema: Volksidentiteit
- 50e IS 2006/07 Wewelsburg, thema: 50 jaar Internacia Seminario
- 49e IS 2005/06 Xanten, thema: Religies, culturen en levensfilosofieën in de 21e eeuw
- 48e IS 2004/05 Wetzlar, thema: Culturele verschillen - problemen en perspectieven
- 47e IS 2003/04 Naumburg
- 46e IS 2002/03 Trier
- 45e IS 2001/02 Rotenburg a.d. Wümme
- 44e IS 2000/01 Cuxhaven
- 43e IS 1999/2000 Wetzlar
- 42e IS 1998/99 Kassel
- 41e IS 1997/98 Traben-Trarbach
- 40e IS 1996/97 Freiburg
- 39e IS 1995/96 Wetzlar
- 38e IS 1994/95 Tübingen
- 37e IS 1993/94 Neumünster
- 36e IS 1992/93 Bad Kleinen
- 33e IS 1989/90 Neumünster, thema: de Sovjet-Unie
- 31e IS 1987/88 Hannover
- 30e IS 1986/87 Keulen
- 29e IS 1985/86 Eschwege
- 28e IS 1984/85 Wetzlar, thema: Japan
- 26e IS 1982/83 Oberwesel
- 10e IS 1966/67 Münster; thema: het moderne natuurwetenschappelijke wereldbeeld; deelnemers: 80, uit 14 landen
- 9e IS 1965/66 Hamburg; thema: jonge mensen in de moderne wereld; deelnemers: 90, uit 16 landen
- 8e IS 1964/65 Neurenberg; thema: ideologie en staat; deelnemers: 127, uit 18 landen
- 7e IS 1963/64 München; thema: Europese cultuur - eenheid in verscheidenheid?; deelnemers: >100
- 6e IS 1962/63 Rüsselsheim; thema: Komt na nationalisme internationalisme?; deelnemers: >60
- 5e IS 1961/62 Keulen; thema: co-ëxistentie van de VS en de Sovjet-Unie; deelnemers: >60, uit 13 landen
- 4e IS 1960/61 Oldenburg; thema: Latijns-Amerika; deelnemers: 25
- 3e IS 1959/60 Limburg an der Lahn; thema: problemen van ex-koloniën in Afrika en Azië; deelnemers: 42
- 2e IS 1958/59 Bottrop; thema: de Verenigde Naties; deelnemers: 30
- 1e IS 1957/58 Mainz; thema: de eenwording van Europa; deelnemers: 43